# Grand Prix Minsk 2021
Grand Prix Minsk 2021 er den 6. udgave af det hviderussiske cykelløb Grand Prix Minsk. Linjeløbet bliver kørt den 14. august 2021 med start og mål i landets hovedstad Minsk. Løbet er en del af UCI Europe Tour 2021. Den oprindelige 6. udgave blev i 2020 aflyst på grund af coronaviruspandemien.

## Resultat
| \| Samlede stilling \| Samlede stilling \| Samlede stilling \| Samlede stilling \| Samlede stilling \| \| Rytter \| Rytter \| Hold \| Tid \| \| \| ---------------- \| ---------------- \| ---------------- \| ---------------- \| ---------------- \| |        |      |     |
| |        |      |     |
| Kilde: ProCyclingStats |        |      |     |
| Samlede stilling |        |      |     |
| Rytter | Rytter | Hold | Tid |